# Kuflew (gmina)
Kuflew – dawna gmina wiejska istniejąca do 1954 roku w woj. warszawskim. Nazwa gminy pochodzi od wsi Kuflew, lecz siedzibą władz gminy była Wola Rafałowska.
Za Królestwa Polskiego gmina Kuflew należała do powiatu mińskiego w guberni warszawskiej.
W połowie 1870 roku do gminy Kuflew włączono południową część obszaru zniesionej gminy Kałuszyn.
W okresie międzywojennym gmina Kuflew należała do powiatu mińskiego w woj. warszawskim.
1 września 1922 część gminy Kuflew (wieś Zawoda, kolonie Kałuszyn i Irkuck oraz pastwisko Karczunek) włączono do Kałuszyna.
26 lutego 1923 roku część obszaru gminy (wieś Kołacz) włączono do nowo utworzonej gminy Jeruzal.
1 kwietnia 1939 roku część obszaru gminy Kuflew (gromadę Wola Stanisławowska) na samym południu włączono gminy Jeruzal, natomiast część obszaru gminy Kuflew, stanowiącą jej północną eksklawę pod samym Kałuszynem (gromadę Patok) włączono do okalającej Kałuszyn gminy Chrościce. Tym zabiegiem pozbyto się nie tylko eksklawy, ale także ekstremalnie położonych gromad, leżących dużo bliżej siedzib innych gmin.
Po wojnie gmina zachowała przynależność administracyjną. Według stanu z 1 lipca 1952 roku gmina składała się z 18 gromad: Dąbrowa, Gójszcz, Grodzisk, Guzew, Huta, Lubomin, Maławieś, Mrozy, Podciernie, Podskwarne, Rudka, Skruda, Sokolnik, Topór, Trojanów, Wola Kałuska, Wola-Paprotnia i Wola Rafałowska.
21 września 1953 roku do gminy Kuflew przyłączono część obszaru gminy Chrościce (gromadę Kruki).
Jednostka została zniesiona 29 września 1954 roku wraz z reformą wprowadzającą gromady w miejsce gmin. Po reaktywowaniu gmin z dniem 1 stycznia 1973 roku gminy Kuflew nie przywrócono. Z obszaru dawnych gmin Kuflew i Jeruzal powstała nowa gmina Mrozy.